# Левченко Борис Олексійович
Левченко Борис Олексійович (12 квітня 1931 р., Бєлгород, Російська Федерація, — 19 березня 2015 р., Київ, Україна) — видатний український вчений в галузі теплотехніки та енергоефективності, завідувач кафедрою загальної теплотехніки Харківського політехнічного інституту (1979—2001 рр.), доктор технічних наук, професор, Академік  Академії наук вищої школи України (2000 р.), Заслужений працівник освіти України (2006 р.).

## Біографія
Борис Левченко народився в 1931 році в м. Бєлгород  в сім'ї залізничника. Згодом родина переїхала в м. Харків. За окупації Харкова німецькими військами під час Другої світової війни в 1942—1944 роках перебував в евакуації в Казахстані в селищі Тюлькубас, де працював на військовому заводі. В 1949 році закінчив із срібною медаллю 4-ту чоловічу середню школу Південної залізниці в м. Харкові. В тому ж році поступив, а в 1954 році закінчив із відмінністю Харківський політехнічний інститут за фахом «Двигуни внутрішнього згоряння».

## Професійна діяльність
1954 р. -  асистент кафедри загальної теплотехніки «ХПІ»
1963 р. — захистив кандидатську дисертацію, отримав вчений ступінь кандидата технічних наук
1963—1979 рр. — працював старшим викладачем, доцентом кафедри загальної теплотехніки «ХПІ».
1979 р. — призначений на посаду завідувача кафедри загальної теплотехніки (з 2005 р. — Кафедра теплотехніки та енергоефективних технологій)
1991 р. — захистив докторську дисертацію, отримав вчений ступінь доктора технічних наук
1991 р. — отримав вчене звання професора кафедри загальної теплотехніки НТУ «ХПІ»
2001 р. — професор та потім головний науковий співробітник кафедри теплотехніки та енергозберігаючих технологій НТУ «ХПІ».

## Суспільно-політична діяльність
Левченко Б. О. протягом усього часу роботи в Харківському політехнічному інституту активно займався  громадською роботою.    
1954—1959 рр. — працював на виборній посаді заступника голови, а потім голови студентського профспілкового комітету інституту.
1958 р. — один з керівників загону із 400 студентів «ХПІ», який працював у Північноказахстанській області на прибиранні врожаю. Нагороджений знаком ЦК ВЛКСМ «За освоение новых земель».
1958—1960 рр. — обирався членом Харківського обласного комітету профспілок працівників вищої школи.
До 1991 року Левченко Б. О. був членом секції  «Теплові процеси» Вченої ради з теоретичних засад хімічної технології АН СРСР.
2000 р. — Член Академії наук вищої школи України
Член Спеціалізованої ради  Д64.050.011 із захисту докторських дисертацій при НТУ «ХПІ».
Був членом методичної ради Міністерства освіти та науки України з теплотехніки, керівником напрямку відділення «Енергетика» Академії наук вищої школи України, членом відділення «Механіка» АН ВШУ, членом редакційних колегій журналів «Інтегровані технології та енергозбереження» та «Двигуни внутрішнього згоряння».
17 вересня 2021 р. у Національному технічному університеті «Харківський політехнічний інститут» відкрили аудиторію імені Бориса Левченка.

## Наукова діяльність
Основні наукові напрями діяльності  пов'язані із актуальними проблемами науки та практики: використання вторинних енергетичних ресурсів, оптимізація тепловикористоючого обладнання, екологія теплоенергетики.
Брав участь в реалізації багатьох науково-дослідних та господарсько-розрахункових робіт, які мали значну наукову та практичну значущість.
Запропонував універсальну модель розрахунків регенеративних теплообмінних апаратів (Теплоиспользующие установки промышленных предприятий — Харьков: Вища школа, 1985. — 384 с.).
Під його керівництвом за участю О. О. Шевельова, В. М. Кошельника, М. О. Тарасенка і Б. І. Волкова проведені актуальні наукові дослідження в галузі математичного моделювання та оптимізації процесів гідродинаміки і теплообміну в повітронагрівачах доменних печей, в пластинчасто-ребристих і трубчастих теплообмінних апаратах. Розроблено установки контактного способу гасіння коксу з мінімальним упалом продукту і мінімізацією забруднення навколишнього середовища.
Розробив та дослідив утилізаційні установки на нетрадиційних робочих тілах. (О применении трансформаторов тепла в термохимическом компремировании водовода. // В с.: Проблемы использования вторичных энергоресурсов в черной металлургии. — М.: Металлургия, 1983. — с. 24-29; Энергетическое использование тепла отходящих газов технологических агрегатов черной и цветной  металлургии. // В с.: Использование вторичных энергоресурсов и охлаждение агрегатов в черной металлургии. — М.: Металлургия, 1979. — Вып. 8. — с. 30-34). Займався розробкою перспективних технічних рішень утилізаційних приладів, комплексним використанням вторинних енергоресурсів доменних цехів. (Некоторые направления снижения энерго- и ресурсозатрат в аглодоменном производстве // Интегрированные технологии и энергосбережение. — 1999. — № 1 — с. 8-13).
Автор більш ніж 120 наукових робіт. Ним отримано три авторські  свідоцтва. Підготовлено 4 кандидатів наук.
Під його керівництвом кафедра неодноразово займала призові місця з навчально-методичної роботи.
Ним були розроблені та читалися лекційні курси «Тепломасообмінні апарати та прилади», «Технічна термодинаміка», «Загальна теплотехніка».

## Звання і нагороди
Почесна відзнака Харківської обласної ради «Слобожанська слава» (2014 р.).
Заслужений працівник освіти України (2006), Диплом другого ступеня ВДНГ України за розробку технічних рішень щодо використання вторинних енергоресурсів.
Медалі «За доблестный труд. В ознаменование 100-летия со дня рождения В. И. Ленина» (1970), «За трудову звитягу» (1985 р.), «Ветеран праці» (1988 р.), «Захисник Вітчизни» (1999 р.), «60 лет Победы в Великой Отечественной войне 1941—1945 гг» (2005 р.), «65 лет Победы в Великой Отечественной войне 1941—1945 гг.» (2010 р.) та інші.

## Публікації
- Теплоиспользующие установки промышленных предприятий: учеб. пособие для вузов по специальности « Пром. теплоэнергетика» / Ильченко О. Т., Левченко Б. А., Павловский Г. И., Фокин В. С. ; под ред Ильченко О. Т., Харьков: Вища школа, 1985. — 384 с.  (в соавторстве);
- Тепло- и массообменные аппараты и установки промышленных предприятий: Учеб. пособие по курсовому проектированию и самостоят. работе студентов вузов, обучающихся по специальности «Теплоэнергетика»: [В 2 ч.] / М-во образования и науки Украины. Акад. наук Высш. шк. Украины ; [Б. А. Левченко и др.] ; Под ред. Б. А. Левченко. — Харьков: НТУ «ХПИ», 2000—2002. — 30 см. — Ч. 1. — 2002. — 387 с. : ил., табл.
- Тепло- и массообменные аппараты и установки промышленных предприятий: учеб. пособие по курс. проектированию и самостоят. работе студ. вузов, обучающихсф по спец. «Теплоэнергетика» / Б. А. Левченко [и др.] ; ред. Б. А. Левченко ; Академия наук высшей школы Украины. — Х. : НТУ «ХПИ», 2002 . — ISBN 966-593-072-9. Ч. 2. — [Б. м.]: [б.в.], 2000. — 333 с.: рис.
- Проблемы энергетики на рубеже XXI столетия. Учебное пособие с грифом Минвуза / Товажнянський Л. Л., Левченко Б. О. — Харьков: НТУ «ХПИ», 2004. — 174 с.
- Енергетика на межі ХХІ століття. Навчальний посібник / Товажнянський Л. Л., Левченко Б. О. — Х.: НТУ «ХПІ», 2006. — 200 с.
- Проблемы энергетики на рубеже ХХІ столетия. Учебное пособие / Товажнянський Л. Л., Левченко Б.О — Харьков, НТУ ХПИ. — 2012—200 с.
- У співавторстві (Товажнянський Л. Л., Л. Й. Мариїч) «Перспективи та практика розвитку галузей паливно-енергетичного комплексу». — Харків, НТУ ХПІ. — 2013. — 300 с.
- «Теплотехнологические установки, системы, оборудование». Учебное пособие.  В 3-х частях. -  Ч.1 — Харьков, НТУ ХПИ. — 2012; Ч.2 — — Харьков, НТУ ХПИ. — 2014; Ч. 3 — Харьков, НТУ ХПИ. — 2014. / Під редакцією Левченко Б. О. та Товажнянського Л. Л.